# Chrysohypnum
Chrysohypnum là một chi rêu trong họ Amblystegiaceae.